# 斯德丁行政区

波美拉尼亞省，中部為斯德丁行政区

斯德丁行政区（德語：Regierungsbezirk Stettin；波兰语：rejencjaszczecińska）是普鲁士波美拉尼亚省的一个行政区，跟隨普鲁士从1871年起成为德意志帝国的一部分。成立于1816年，一直存在到1945年。1932年10月1日，施特拉尔松德行政区并入斯德丁行政区。该地区包括所有西部和中波美拉尼亚的大部分地区。
地区总督办公室（Regierungspraesidium）位于斯德丁市（现什切青）。最初位于公爵城堡，1911年遷移至新址，现在為波兰的西波美拉尼亚省办事处。